# Plectorhinchus
Plectorhinchus ist eine aus über 30 Arten bestehende Gattung der Süßlippen (Plectorhinchinae). Plectorhinchus-Arten kommen in tropischen und subtropischen Zonen des westlichen und zentralen Pazifik und des Indischen Ozeans vor. Zwei Arten leben an den Küsten des östlichen Atlantiks, von denen Plectorhinchus mediterraneus auch im Mittelmeer anzutreffen ist.

## Merkmale
Plectorhinchus-Arten werden 28,5 bis 105 cm lang und besitzen eine hochrückige Gestalt mit einem bulligen Kopf und einem großen bis mittelgroßem von fleischigen, dicken Lippen umgebenen Maul. Die Rückenflosse ist durchgehend, aber deutlich durch eine Einbuchtung in einen hart- und einen weichstrahligen Abschnitt geteilt. An der Unterseite der Unterlippenspitze befindet sich zwei Sinnesporen, dahinter, direkt am Lippenrand vier weitere. Eine Grube an der Unterseite des Unterkiefers fehlt. Die letzten beiden Merkmale grenzen die Gattung von Pomadasys und Brachydeuterus ab.
- Flossenformel: Dorsale XII–XIV/16–19, Anale III/7–9.

## Arten

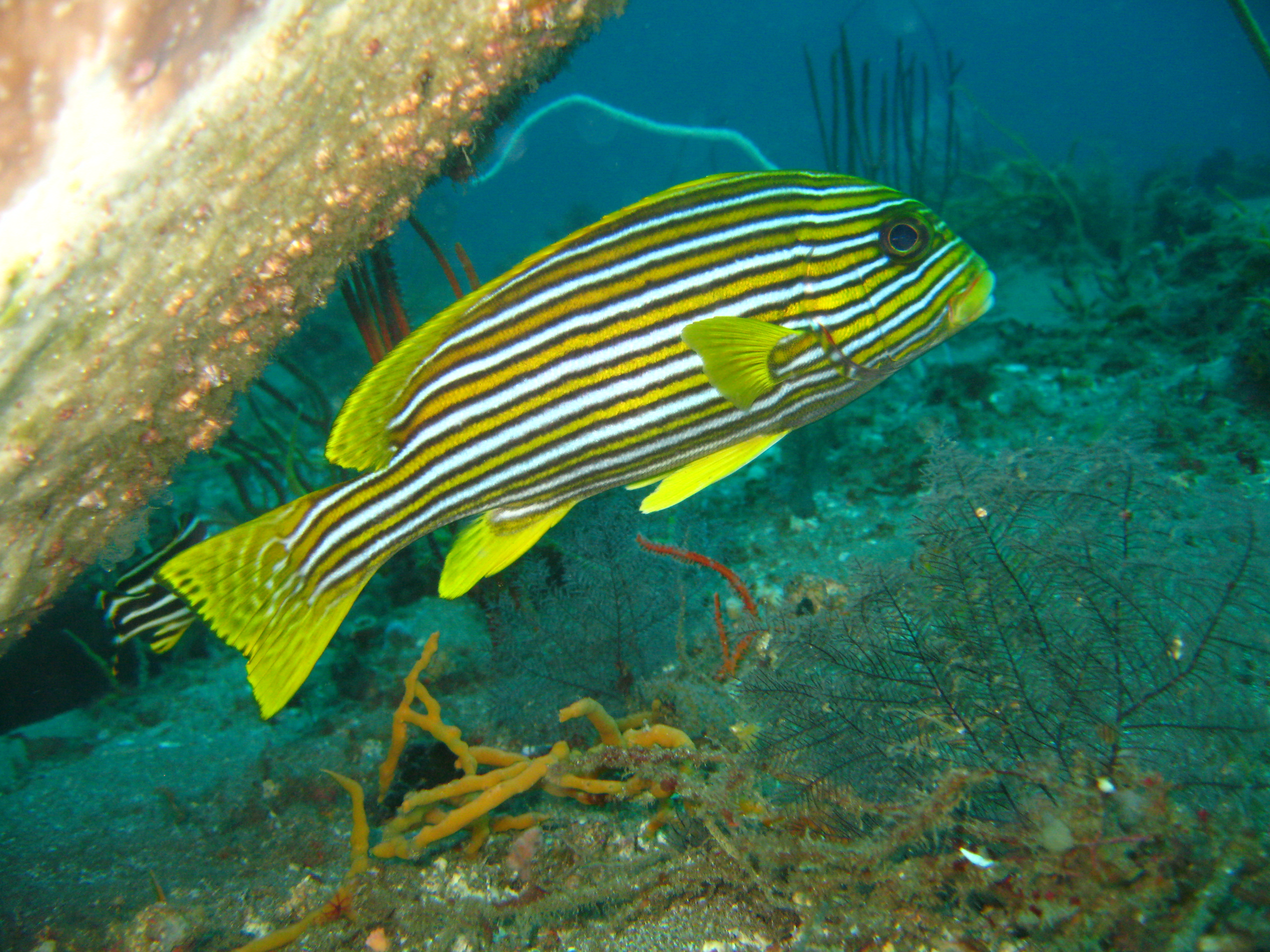
Plectorhinchus polytaenia

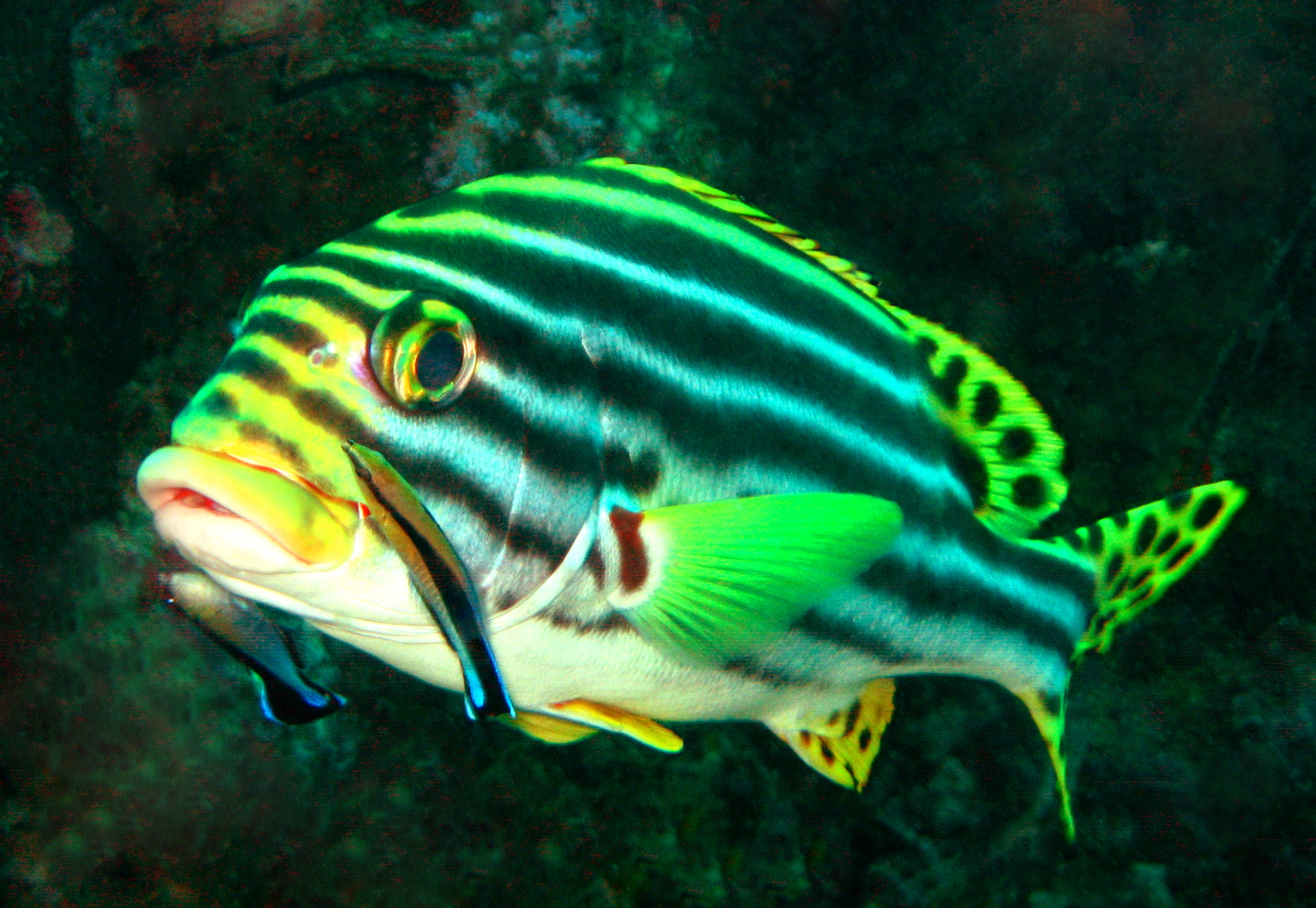
Plectorhinchus vittatus mit Putzerlippfischen

- Riesen-Süßlippe (Plectorhinchus albovittatus) (Rüppell, 1838)
- Plectorhinchus caeruleonothus Johnson & Worthington Wilmer, 2015
- Celebes-Süßlippe (Plectorhinchus celebicus) Bleeker, 1873
- Plectorhinchus ceylonensis (Smith, 1956)
- Harlekin-Süßlippe (Plectorhinchus chaetodonoides) Lacepède, 1801
- Plectorhinchus chrysotaenia (Bleeker, 1855)
- Bronze-Süßlippe (Plectorhinchus chubbi) (Regan, 1919)
- Sichel-Süßlippe (Plectorhinchus cinctus) (Temminck & Schlegel, 1843)
- Plectorhinchus diagrammus (Linnaeus, 1758)
- Orangetupfen-Süßlippe (Plectorhinchus flavomaculatus) (Cuvier in Cuvier & Valenciennes, 1830)
- Schwarztupfen-Süßlippe (Plectorhinchus gaterinus) (Forsskål, 1775)
- Gibbus-Süßlippe (Plectorhinchus gibbosus) (Lacepède, 1802)
- Plectorhinchus harrawayi (Smith, 1952)
- Phantom-Süßlippe (Plectorhinchus lessonii) (Cuvier in Cuvier & Valenciennes, 1830)
- Diagonal-Süßlippe (Plectorhinchus lineatus) (Linnaeus, 1758)
- Plectorhinchus macrolepis (Boulenger, 1899)
- Plectorhinchus macrospilus Satapoomin & Randall, 2000
- Plectorhinchus mediterraneus (Guichenot, 1850)
- Goldtupfen-Süßlippe (Plectorhinchus multivittatus) (Macleay, 1878)
- Riesen-Süßlippe (Plectorhinchus obscurus) (Günther, 1872)
- Plectorhinchus paulayi Steindachner, 1895
- Schwarzweiße Süßlippe (Plectorhinchus pictus) (Tortonese, 1936)
- Plectorhinchus picus (Cuvier in Cuvier & Valenciennes, 1830)
- Gelbmaul-Süßlippe (Plectorhinchus plagiodesmus) Fowler, 1935
- Weißband-Süßlippe (Plectorhinchus playfairi) (Pellegrin, 1914)
- Goldstreifen-Süßlippe (Plectorhinchus polytaenia) (Bleeker, 1852)
- Schotafs Süßlippe (Plectorhinchus schotaf) (Forsskål, 1775)
- Schwarze Süßlippe (Plectorhinchus sordidus) (Klunzinger, 1870)
- Plectorhinchus umbrinus (Klunzinger, 1870)
- Plectorhinchus unicolor (Macleay, 1883)
- Orientalische Süßlippe (Plectorhinchus vittatus) (Linnaeus, 1758)

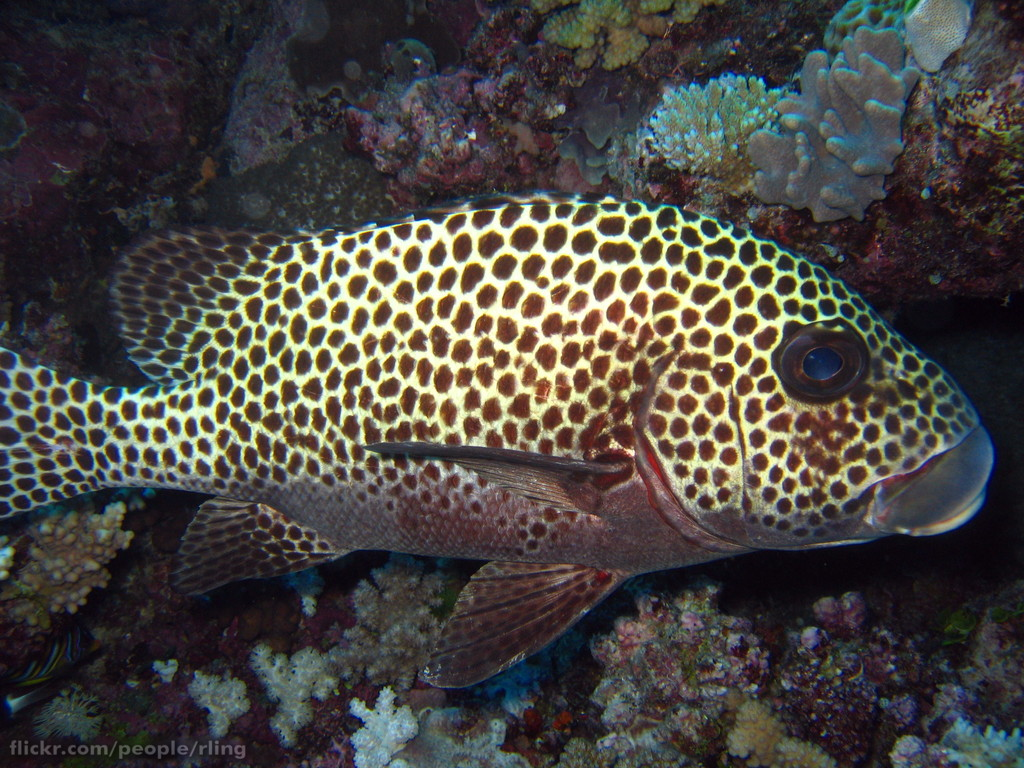
Plectorhinchus chaetodonoides
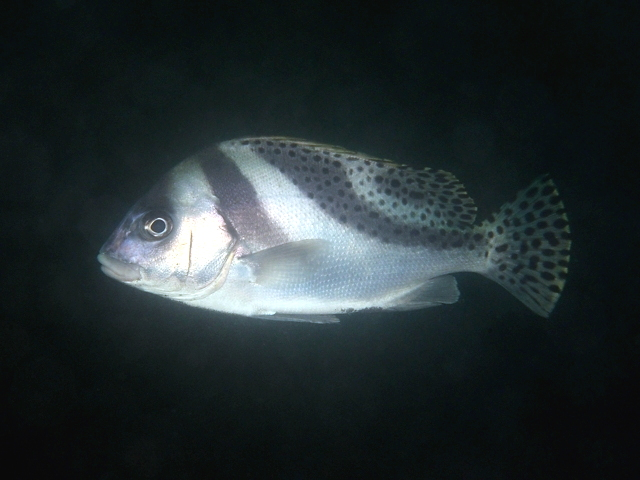
Plectorhinchus cinctus
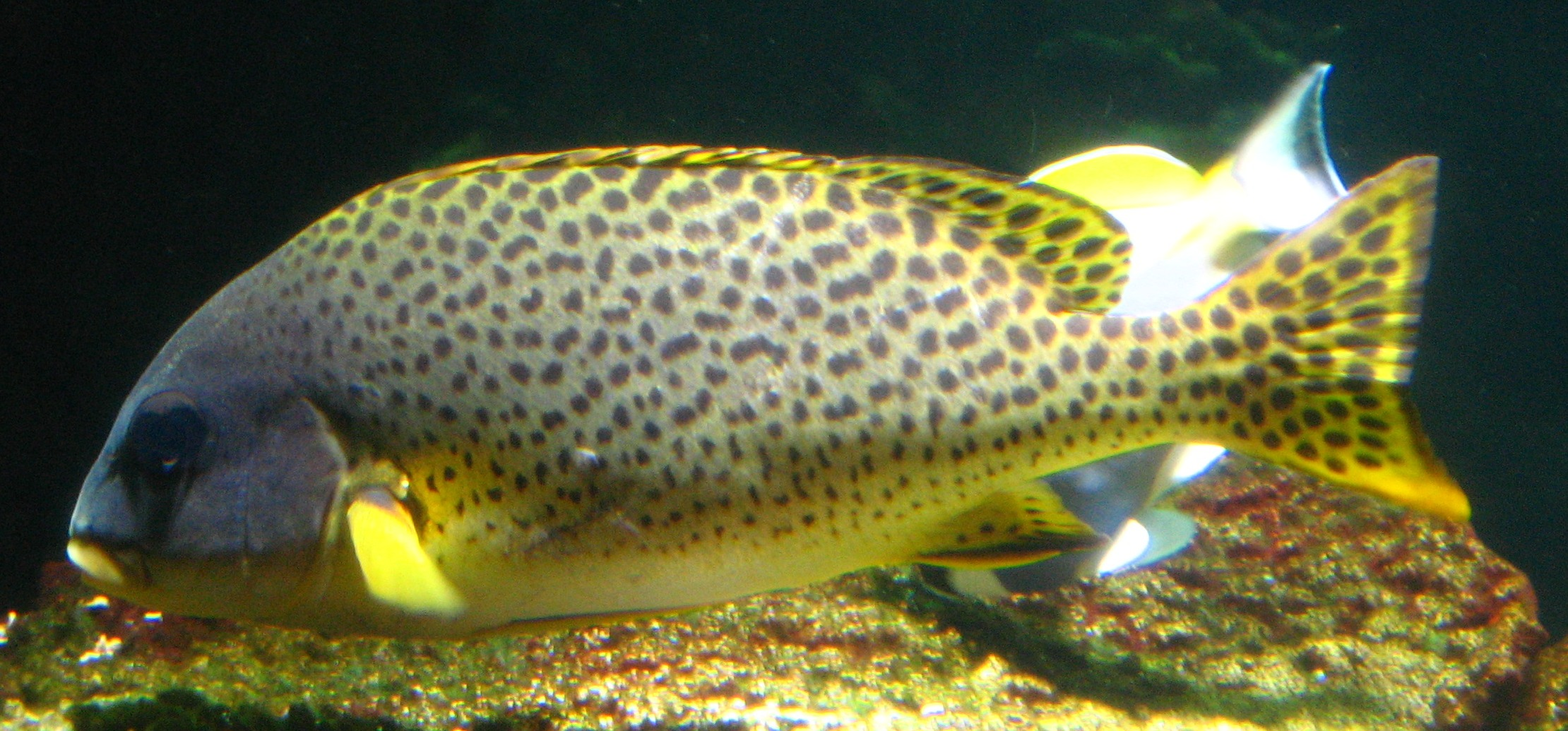
Plectorhinchus gaterinus
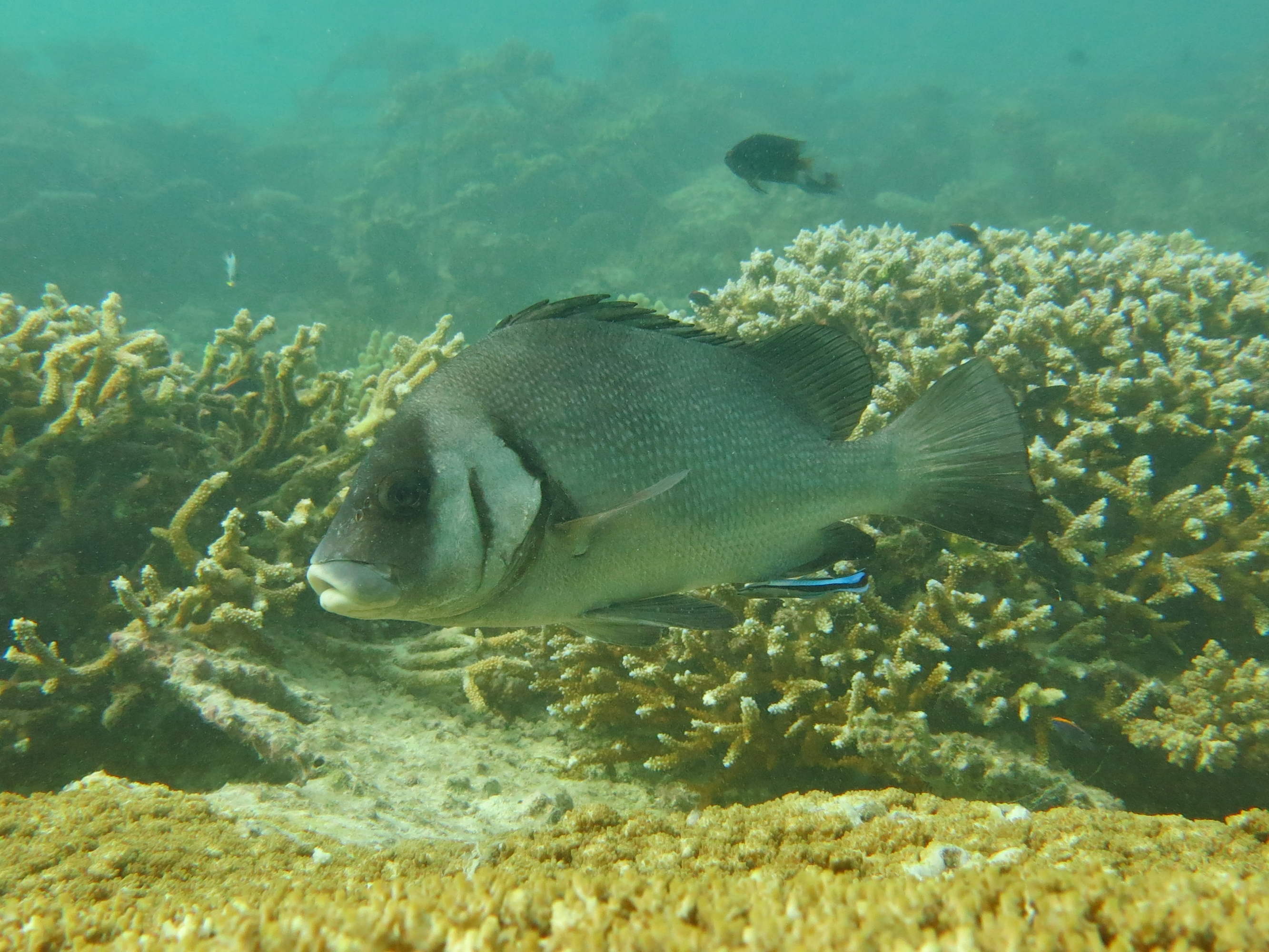
Plectorhinchus gibbosus
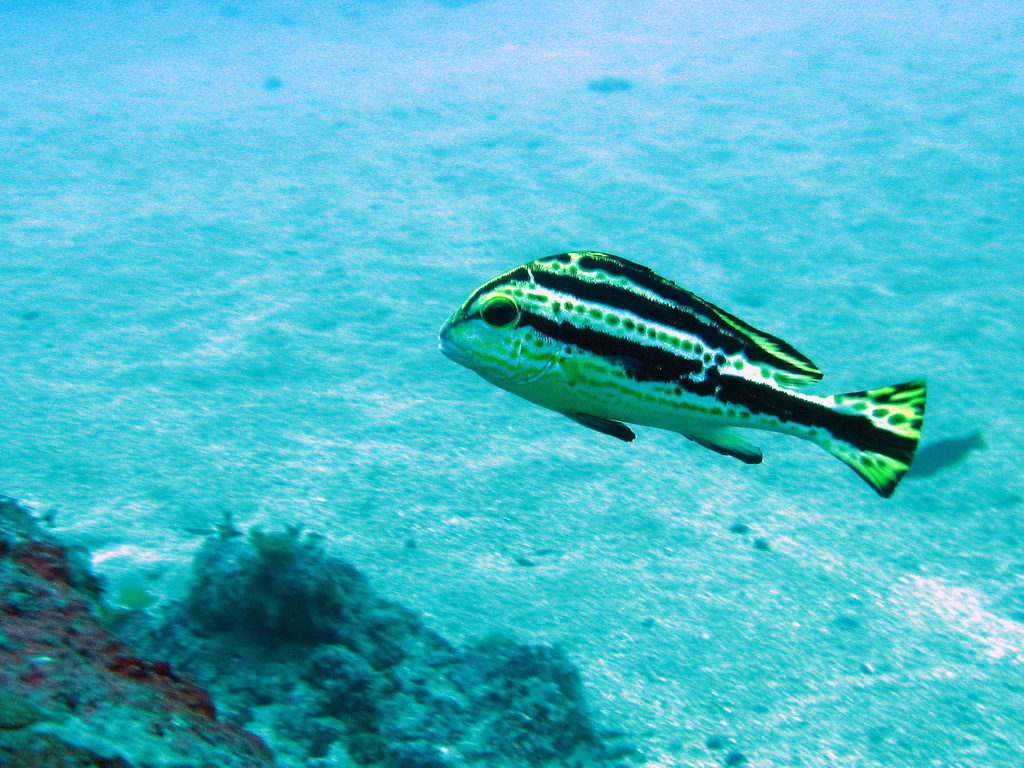
Plectorhinchus lessonii
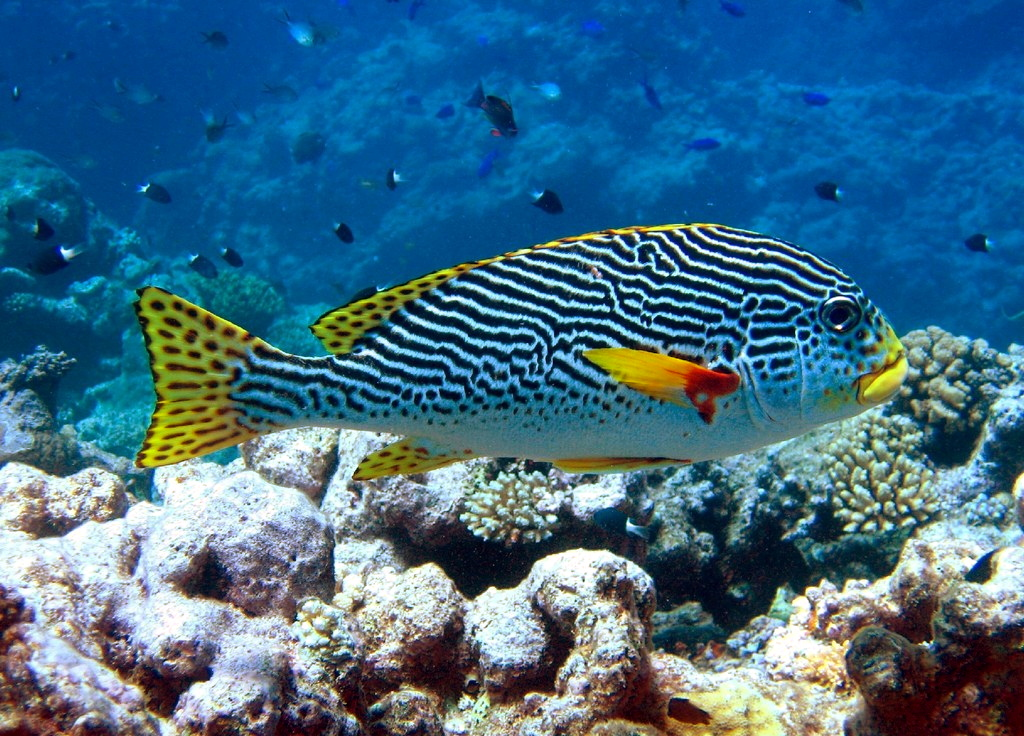
Plectorhinchus lineatus
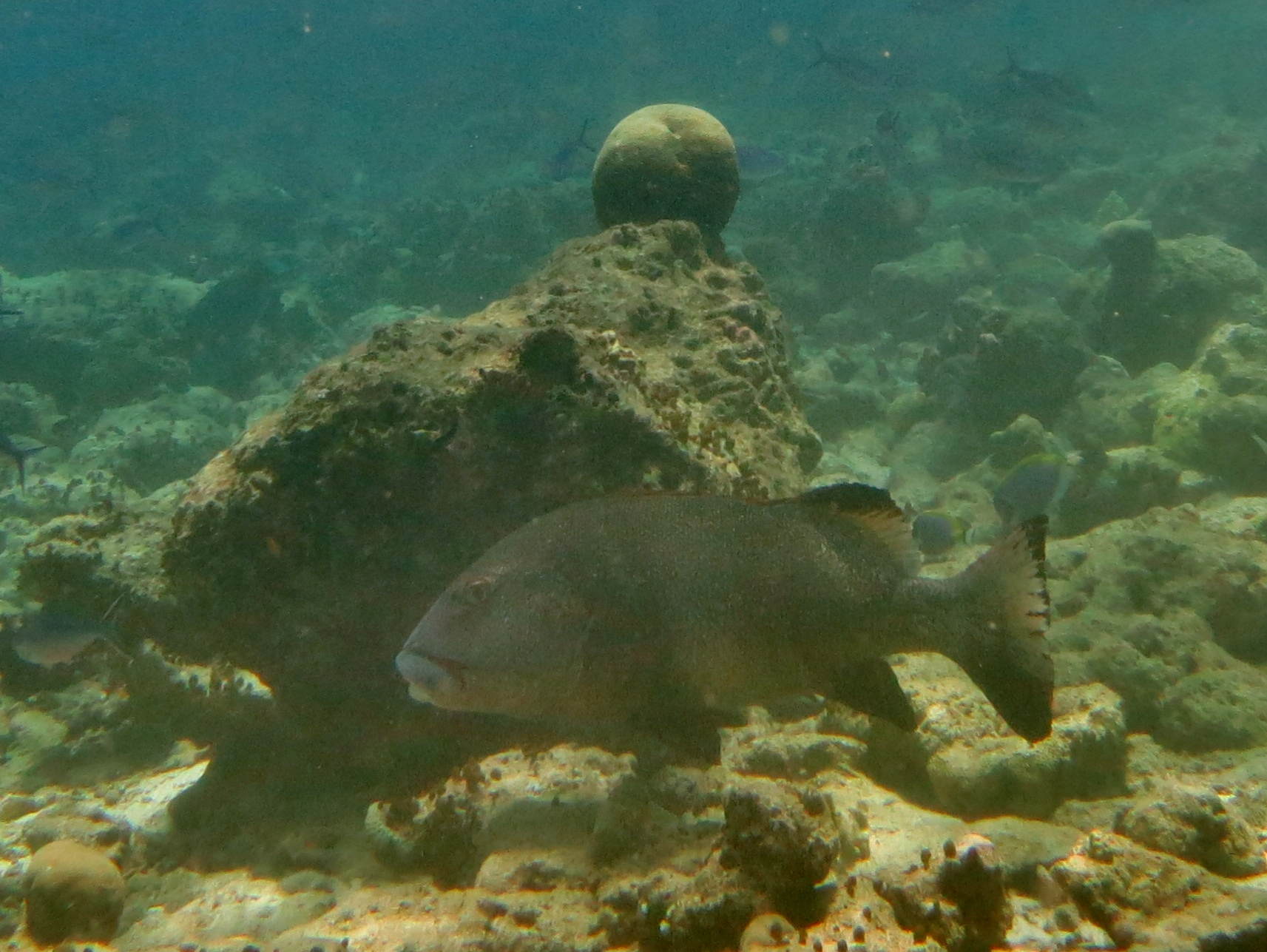
Plectorhinchus obscurus
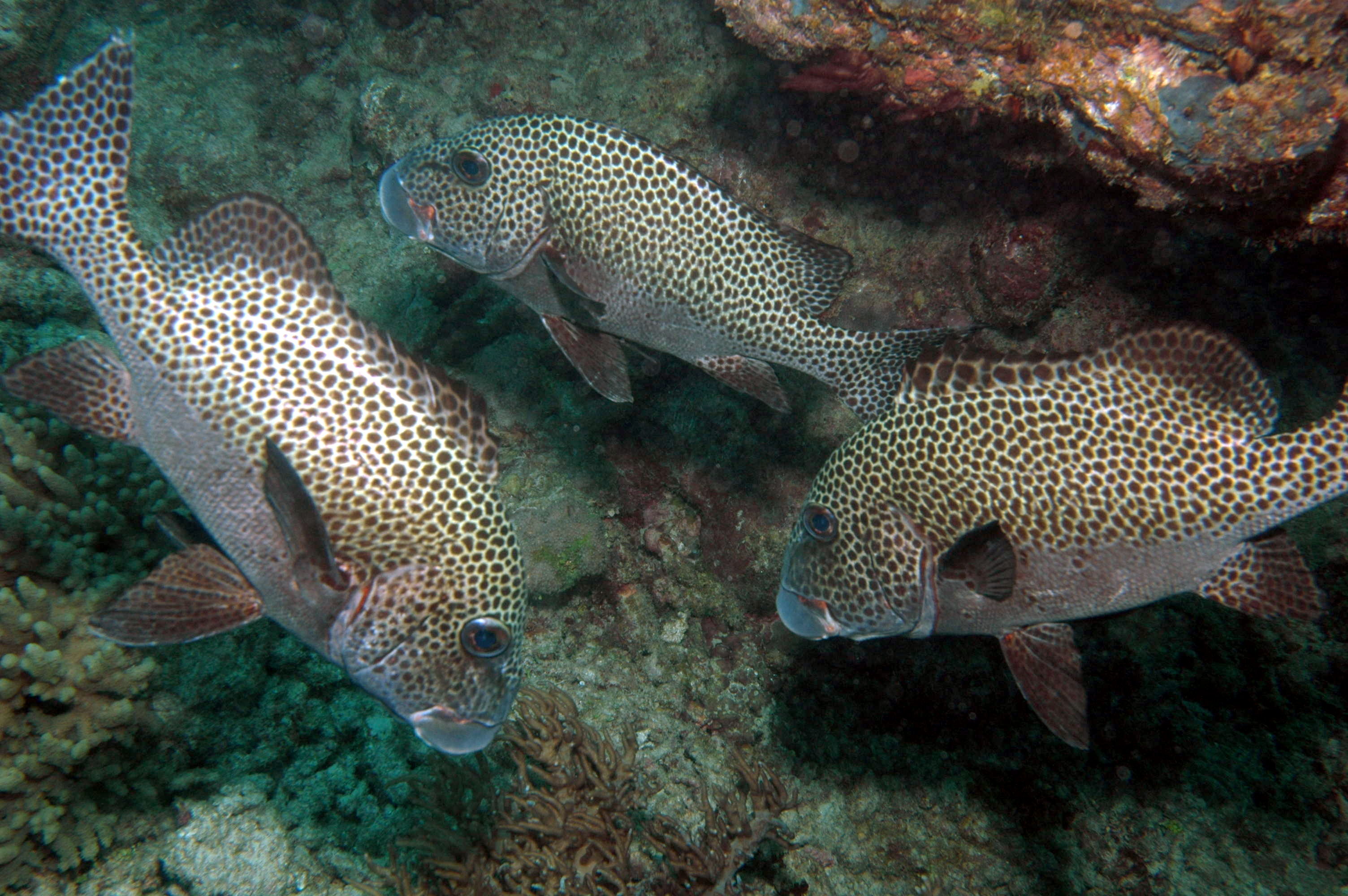
Plectorhinchus picus
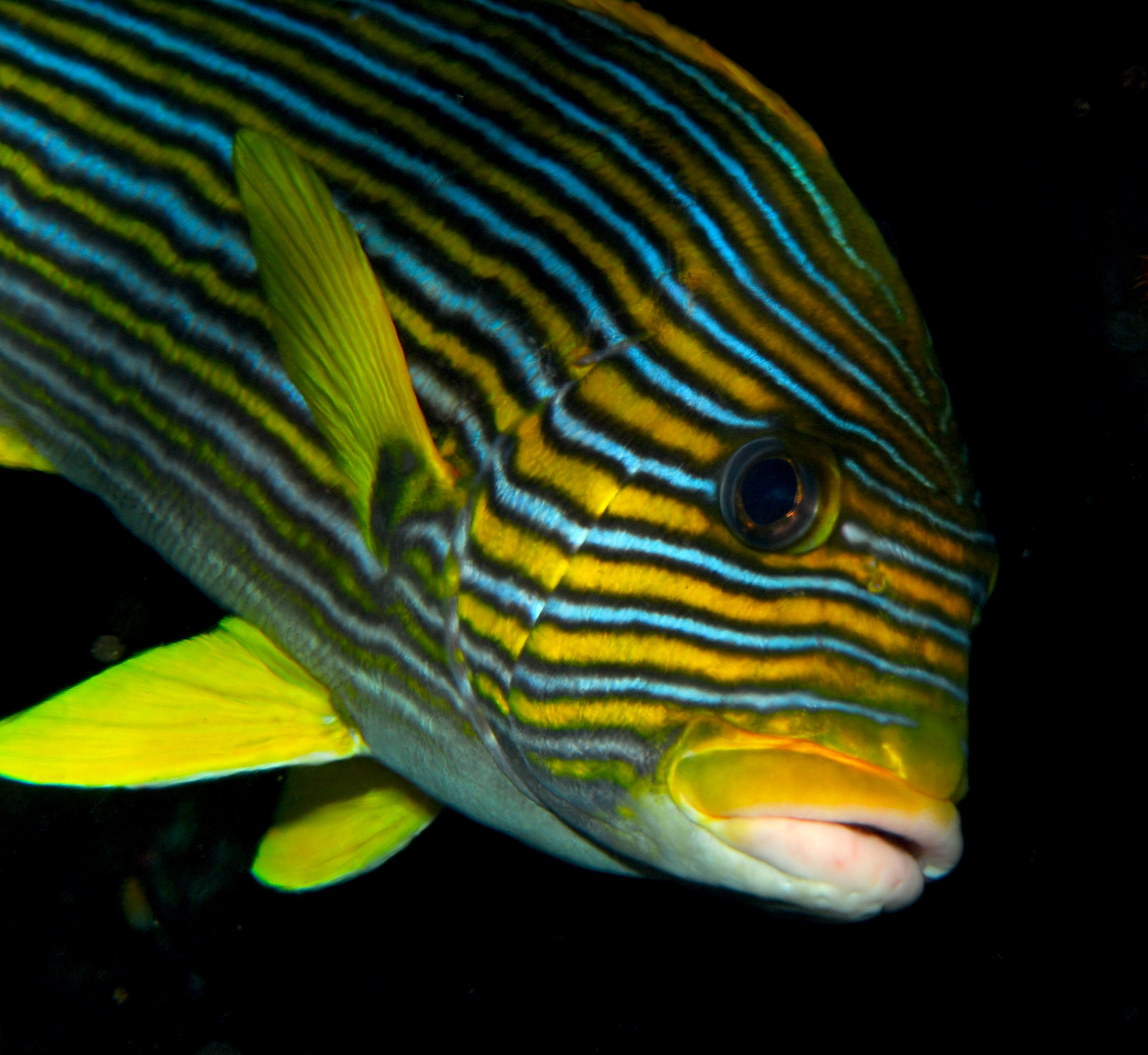
Plectorhinchus polytaenia
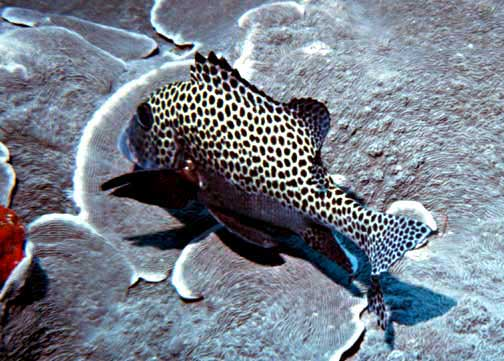
Plectorhinchus punctatissimus
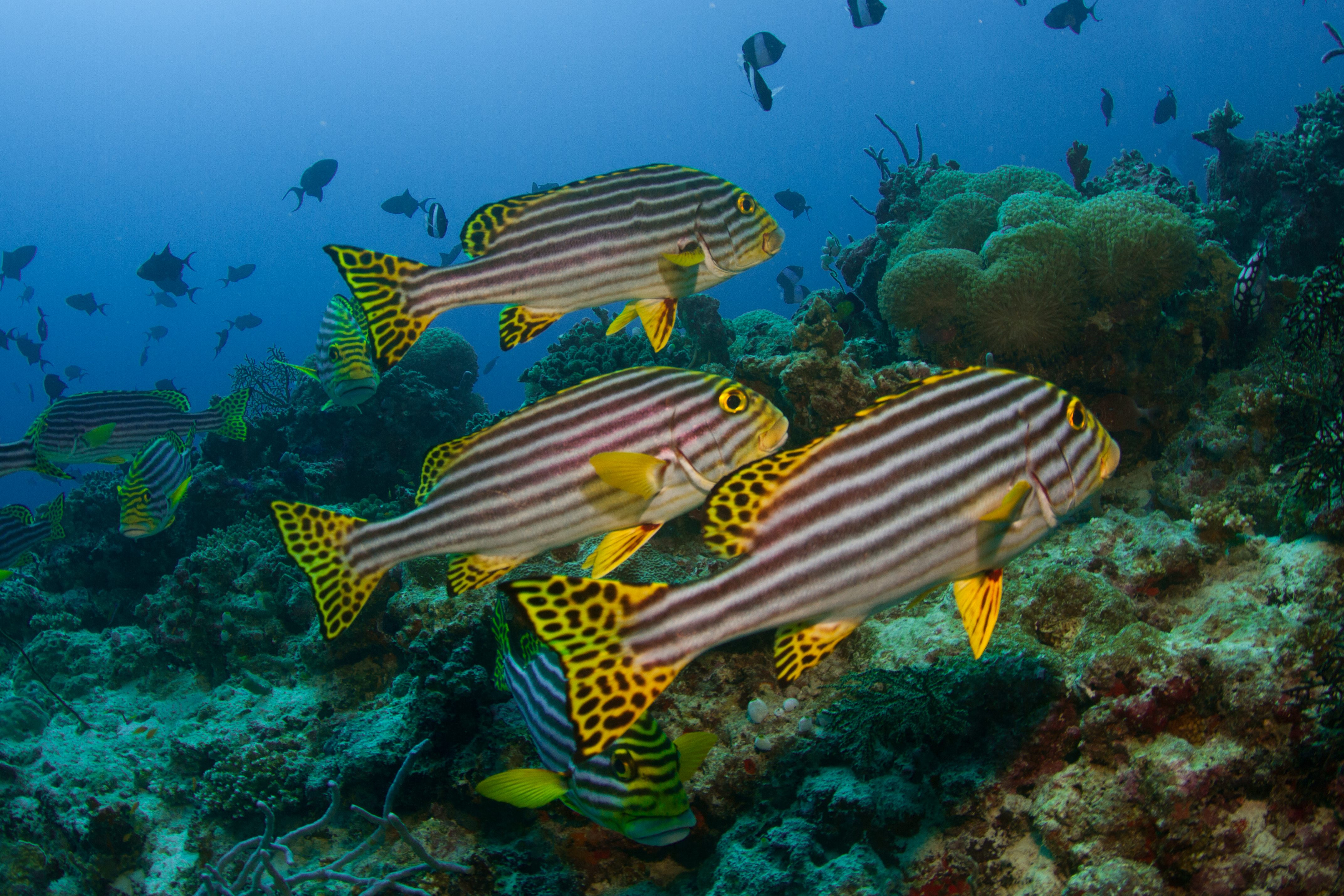
Plectorhinchus vittatus
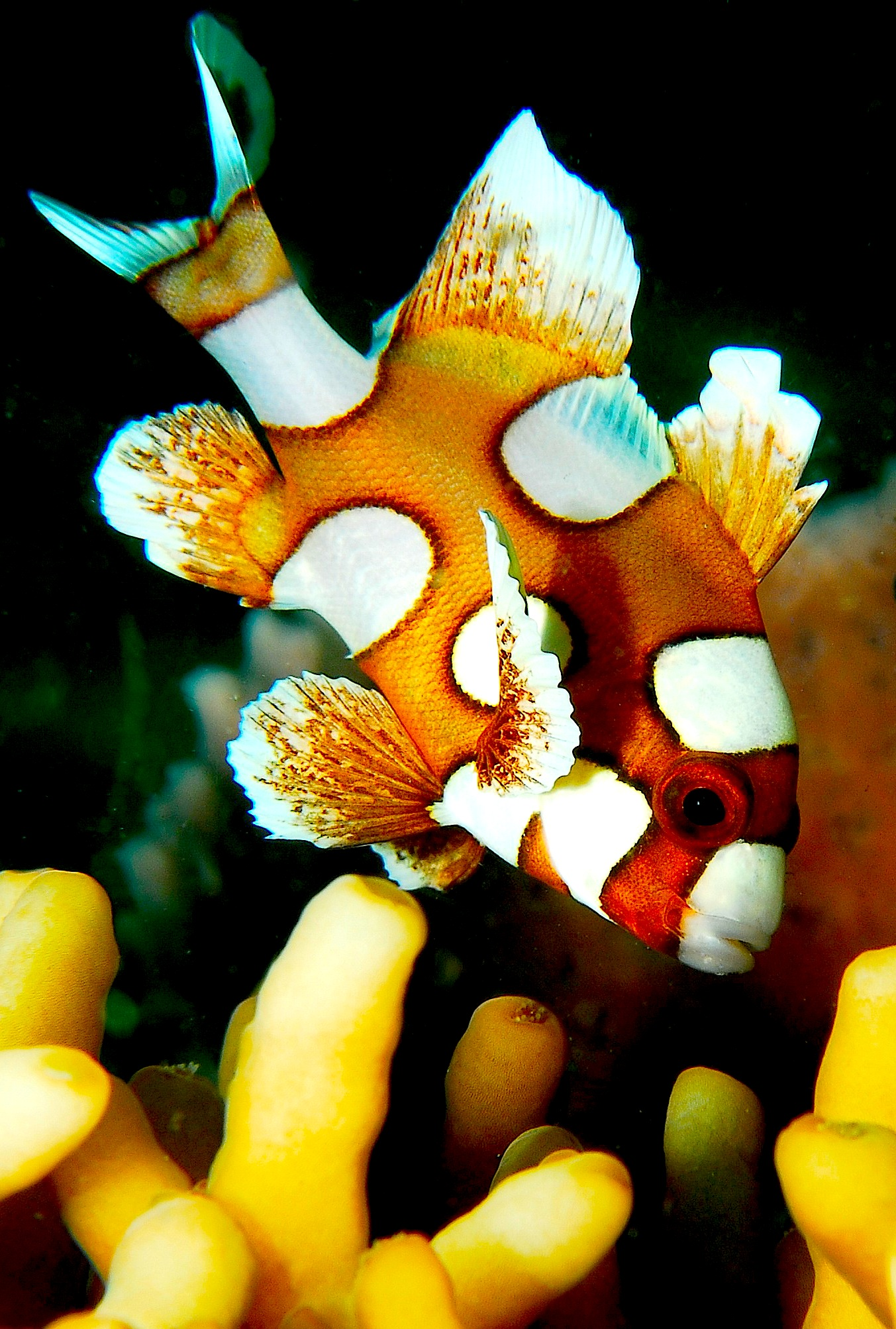
Juvenile